# Jean-Charles Trouabal
Jean-Charles Trouabal, född den 20 maj 1965 i Paris, är en fransk före detta friidrottare som tävlade i kortdistanslöpning.
Trouabal tävlade främst på 200 meter och blev två gånger sexa vid ett världsmästerskap, både 1991 och 1993. Han blev silvermedaljör vid EM 1990 efter britten John Regis. 
Han hade stora framgångar med franska stafettlag på 4 x 100 meter. Vid VM 1991 blev det silver efter USA och två gånger blev det EM-guld (1990 och 1994).

## Personliga rekord
- 200 meter - 20,20 från 1993